# Discothyrea
Discothyrea is een geslacht van vliesvleugelige insecten van de familie Mieren (Formicidae).

## Soorten
- D. antarctica Emery, 1895
- D. berlita Fisher, 2005
- D. bidens Clark, 1928
- D. bryanti (Wheeler, W.M., 1917)
- D. clavicornis Emery, 1897
- D. crassicornis Clark, 1926
- D. denticulata Weber, 1939
- D. globa Forel, 1905
- D. hewitti Arnold, 1916
- D. horni Menozzi, 1927
- D. humilis Weber, 1939
- D. icta Weber, 1939
- D. isthmica Weber, 1940
- D. kamiteta Kubota & Terayama, 1999
- D. leae Clark, 1934
- D. mixta Brown, 1958
- D. neotropica Bruch, 1919
- D. oculata Emery, 1901
- D. patrizii Weber, 1949
- D. poweri (Arnold, 1916)
- D. remingtoni Brown, 1948
- D. sauteri Forel, 1912
- D. sculptior Santschi, 1913

- D. sexarticulata Borgmeier, 1954
- D. soesilae Makhan, 2007
- D. sringerensis Zacharias & Rajan, 2004
- D. stumperi Baroni Urbani, 1977
- D. testacea Roger, 1863
- D. traegaordhi Santschi, 1914
- D. turtoni Clark, 1934
- D. velutina (Wheeler, W.M., 1916)
- D. yueshen Terayama, 2009